# Романтики (фільм)
Про однойменний радянський фільм див. Романтики (фільм, 1941)
«Романтики» (англ. The Romantics) — американський романтично-комедійний фільм 2010 року. Режисер стрічки Галт Нідерхоффер.

## Зміст
Семеро героїв давно товаришують і багато через що пройшли разом. Хлопець та дівчина з їхньої компанії вирішили одружитися. Здавалося б, ніщо не може затьмарити весілля, але на нареченого багато років поглядає інша дівчина. Вона повинна бути дружкою на весіллі, де у неї остаточно заберуть коханого. Утім, так просто здаватися вона не має наміру.